# Kaurava destarata
Kaurava destarata är en fjärilsart som beskrevs av Ulrich Roesler 1981. Kaurava destarata ingår i släktet Kaurava och familjen mott. Inga underarter finns listade i Catalogue of Life.